# Kajnardzja
Kajnardzja (bulgariska: Кайнарджа), eller Kjutjukkajnardzja (även, på bulgariska, Кючук Кайнарджи, Kjutjuk Kajnardzji; turkiska: Küçük Kaynarca eller Küçük Kaynarci; rumänska: Cainargeaua Mică; andra svenska stavningar: Kutjuk-Kajnardzji, Kutschuk-Kainardji) är en ort i regionen Silistra i nordöstra Bulgarien, inte långt från gränsen mot Rumänien. Orten ligger 23 kilometer sydost om staden Silistra. Kajnardzja hade 569 invånare (2018).
I Kajnardzja slöts 1774 freden i Kjutjuk-Kajnardzji mellan Osmanska riket och Kejsardömet Ryssland, vilken avslutade det rysk-turkiska kriget (1768–1774).